# Matilde de Habsburgo
Matilde de Habsburgo, também conhecida como Matilde da Áustria (em alemão:  Mathilde ou Mechthild; Rheinfelden, 1253 — Munique, 23 de dezembro de 1304) foi duquesa da Baviera pelo seu casamento com Luís II, Duque da Baviera, e regente de 1294 a 1301 em nome do filho mais novo, Luís (o futuro imperador Luís IV), durante a sua menoridade.

## Família
Matilde foi a filha primogênita do rei Rodolfo I da Germânia e de sua primeira esposa, Gertrudes de Hohenberg.
Os seus avós paternos foram Alberto IV de Habsburgo e Edviges de Ciburgo. Os seus avós maternos foram Burcardo V de Hohenberg e Matilde de Tubinga.
Ela teve dez irmãos mais novos, entre eles: o rei Alberto I da Germânia, casado com Isabel de Gorizia-Tirol; Catarina, esposa do duque Otão III da Baviera, mais tarde conhecido como o rei Bela V da Hungria; Inês, esposa do duque Alberto II da Saxônia; Edviges, esposa do marquês Otão VI de Brandemburgo-Salzwedel; Clemência, esposa de Carlos Martel de Anjou; o duque Rodolfo II da Áustria, marido de Inês da Boêmia; Judite, esposa do rei Venceslau II da Boêmia, etc.
Por parte do segundo casamento do pai com Isabel da Borgonha, Matilde não teve meio-irmãos.

## Biografia
Em 24 de outubro de 1273, na cidade de Aquisgrano, Matilde, com cerca de 20 anos, casou-se com o duque Luís II, de 44, filho do duque Otão II da Baviera e de Inês do Palatinado, tornando-se, assim, sua terceira esposa. Nesse mesmo dia e na mesma cidade, o pai e a mãe de Matilde foram coroados rei e rainha da Germânia. Além disso, a irmã de Matilde, Inês, também se casou com o duque Alberto II da Saxônia na mesma data.
A primeira esposa de Luís, Maria de Brabante, foi executada após ter sido acusada de adultério pelo marido, em 1256; já sua segunda esposa, Ana de Glogau, com quem o duque teve três filhos, morreu em 1271.
O casamento de Matilde e Luís foi arranjado para garantir o apoio do duque da Baviera para a eleição de Rodolfo como rei da Germânia. Três dias após o casamento da filha, Rodolfo prometeu os castelos e cidades de Nuremberga, Ravensburg, Altdorf, Memmingen e Kaufbeuren ao seu genro pelo dote de 10.000 marcos. Porém, seu pai acabou pagando um dote de 15.000 marcos de prata. Para o casamento da filha, Luís, deu a ela os castelos de Wolfsburg e Winzigen e a cidade de Neustadt. Em 1274, o rei ainda deu de presente ao casal o Castelo de Wachenheim. Eles tiveram cinco filhos juntos, três meninas e dois meninos.

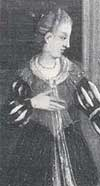
Matilde por autor desconhecido

Na corte do Palatinado, a duquesa da Baviera possuía sua própria corte, mordomo, juiz, notário e escritório. Ela também exerceu o patrocínio do Mosteiro de Altenhohenau, da Ordem Domincana.
Como seu marido e seu pai trabalhavam juntos na política, e Luís frequentemente comparecia aos eventos na corte do rei, Matilde costumava viajar com ele para visitar sua família e, assim, pôde manter contato próximo com sua mãe e irmãs.
Depois que seu pai morreu em 1291, Adolfo I de Nassau o sucedeu, para desgosto do irmão da duquesa, Alberto, e de seu marido, que apoiava o cunhado. Como o duque da Baviera queria vincular a família real de Nassau ao seu principado após a eleição real, Adolfo e Luís celebraram um contrato de casamento para seus filhos, Rodolfo I da Baviera e Matilde de Nassau. Para tal, Matilde teve de trocar o seu contradote, que ficava em torno de Heidelberg e ao longo do rio Reno, pelas áreas da Alta Baviera e do Alto Palatinado.

### Duquesa viúva

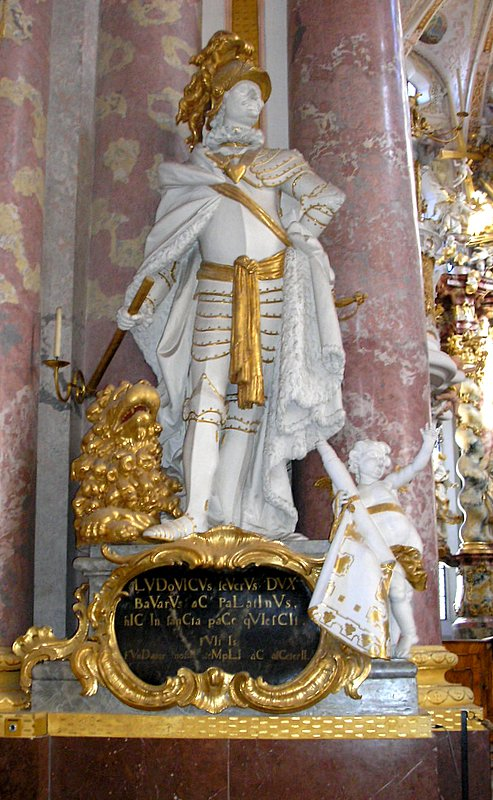
Estátua de Luís II na Igreja do mosteiro de Fürstenfeld

Luís II faleceu em fevereiro de 1294, aos 64 anos de idade. Assim, Matilde se tornou regente do filho mais novo, Luís. Uma parte do ducado ficou para Luís, e a outra parte para o filho primogênito, Rodolfo (que já era adulto). Matilde tomou posse de grande parte da Alta Baviera, e Rodolfo ficou com as cidades de Ingolstadt, Langenfeld e Rietberg. No entanto, Rodolfo, como o primogênito, reivindicou o direito de ser guardião e regente do irmão mais novo, mas Matilde não aceitou isso e continuou a interver nos assuntos de estado. Alguns anos depois, contudo, Luís atingiu a maioridade e passou a governar sozinho.
Matilde e Rodolfo continuaram em conflito, e, em 1302, a duquesa viúva foi presa pelo filho e levada até Munique, onde assinou um acordo prometendo nunca mais interferir no governo. No entanto, assim que ela estava fora das fronteiras da Baviera, Matilde declarou que o tratado era nulo e inválido, e conseguiu o apoio do irmão, Alberto, do filho Luís, dentre outros.
Embora Matilde tenha cuidado para que Luís fosse educado, em parte, em Viena e se tornasse co-regente ao lado do irmão mais velho, na Alta Baviera, em 1301, com o apoio da mãe e do tio, o rei Alberto I, a partir de 1307, ele brigou com a Casa de Habsburgo por posses na Baixa Baviera. Uma guerra civil entre os irmãos devido a partição das terras teve fim em 1313, quando foi feito um acordo de paz em Munique.
Luís derrotou o primo, Frederico, o Belo. Ele era amigo de Frederico, com quem fora criado. Contudo, os dois entraram numa disputa armada quando as tutelas dos jovens duques da Baixa Baviera, Henrique XIV, Otão IV e Henrique XV foram confiadas à Frederico. Em 9 de novembro de 1313, Frederico foi derrotado por Luís na Batalha de Gammelsdorf, e foi obrigada a renunciar à guarda.
Matilde faleceu no dia 23 de dezembro de 1304, em Munique, quando tinha por volta de 51 anos, e foi enterrada ao lado do marido na Abadia de Fürstenfeld, em Fürstenfeldbruck.

## Descendência
- Rodolfo I da Baviera (4 de outubro de 1274 – 11 ou 13 de agosto de 1319), foi duque da Alta Baviera e conde palatino do Reno como sucessor do pai. Foi casado com Matilde de Nassau, com quem teve cinco filhos;
- Matilde da Baviera (final de 1275 – 28 de março de 1319), foi a segunda esposa do duque Otão II de Brunsvique-Luneburgo, com quem teve oito filhos;
- Inês da Baviera (1276/78 – 22 de julho de 1345), foi com Henrique de Hesse, conhecido como "o Jovem", com quem teve uma filha, Inês; após ficar viúva, casou-se com Henrique I de Brandemburgo-Stendal, com quem teve quatro filhos;
- Ana da Baviera, cuja existência é duvidosa, contudo, caso tenha existido, foi uma freira em Ulm;
- Luís IV do Sacro Império Romano-Germânico (5 de abril de 1282 – 11 de outubro de 1347), o duque da Alta e Baixa Baviera foi eleito imperador em 1314 após derrotar o primo, Frederico, o Belo, na Batalha de Mühldorf. Ele foi primeiro casado com Beatriz da Silésia, com quem teve seis filhos, e, após sua morte, casou-se com Margarida II, Condessa de Hainaut, com quem teve dez filhos.